# 白肉

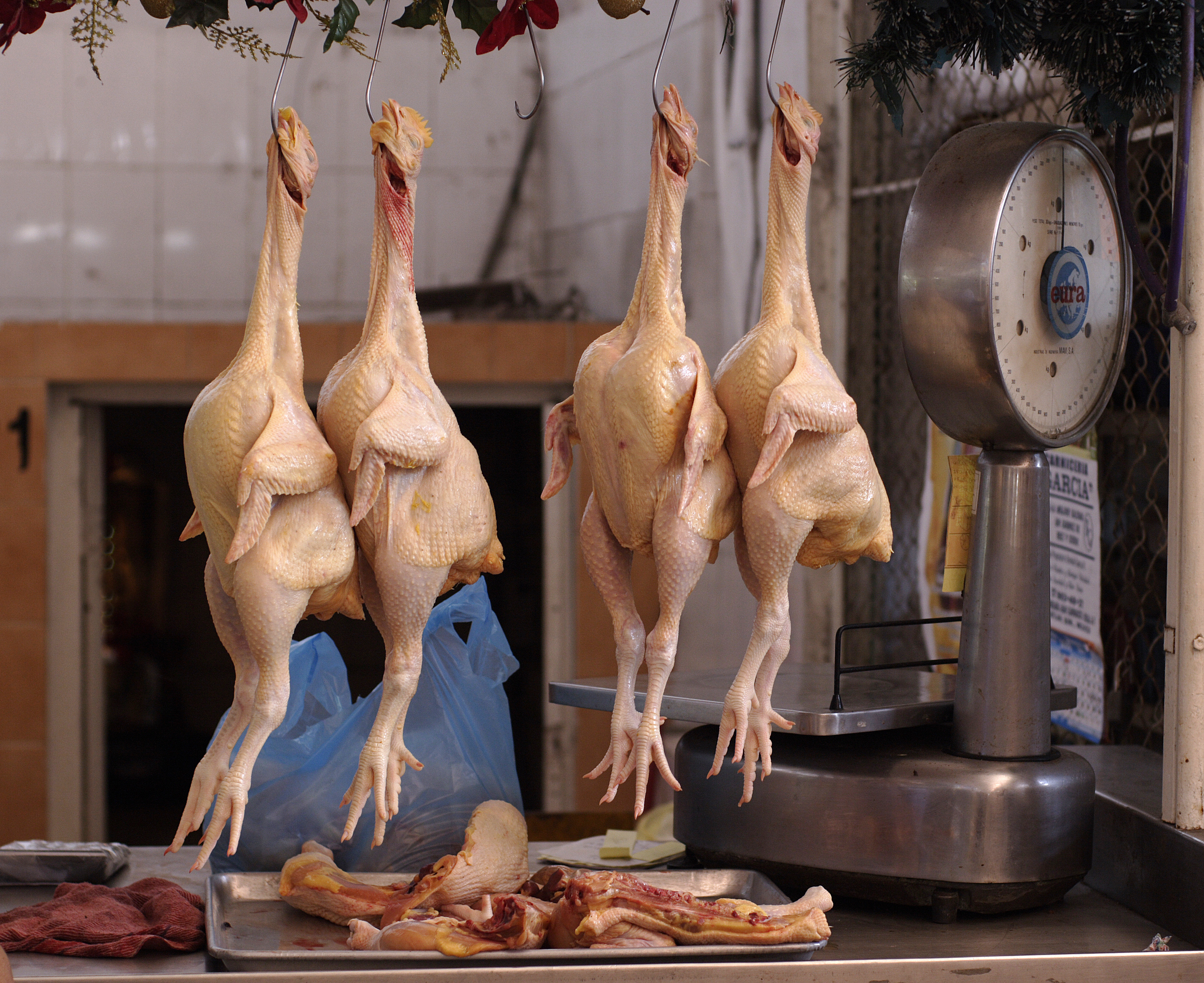
雞肉是最普遍被食用的白肉之一

白肉是營養學名詞。狹義指家禽的肉，特別是雞胸；之所以叫白肉，是因為相對於紅肉而言顏色較淺，其成因為肌紅蛋白的含量差別。這個概念在廣義上還能擴展到紅肉之外的肉類，即非哺乳動物所生出的肉都可以叫白肉。但一般不包括雞腿、鵝鴨等由候鳥馴養的家禽肉，這些禽肉稱為深色肉(dark meat)。
白肉大致可以分為鳥類（雞、鴨、鵝、火雞等）、魚、爬行動物、兩棲動物、甲殼類動物（蝦蟹等） 或雙殼類動物（牡蠣、蛤蜊）等的肉，但不包括其內臟。雖然鮭魚、煮熟的蝦蟹等都是紅色，這是因為鮭魚及蝦蟹的紅色不是來自令紅肉紅色的肌紅蛋白，而是來自蝦青素，所以牠們屬於白肉。
另外烹飪好後的食物的顔色不能作為判斷是否為紅肉或白肉的標準，如豬肉雖在烹飪時變為白色，仍然是紅肉。